# Béta-eloszlás
Az X valószínűségi változó α és β paraméterű béta-eloszlást követ – vagy rövidebben béta-eloszlású – pontosan akkor, ha sűrűségfüggvénye
és f(x) = 0 egyébként. A képletben Γ(x) a gamma-függvény, B(α, β) a béta-függvény valamint α és β pozitív.
Speciálisan, ha α = 1 és β = 1, akkor X a [0,1] intervallumon vett egyenletes eloszlást követ.

## A gamma-eloszlást jellemző függvények
Eloszlásfüggvénye
Karakterisztikus függvénye

## A béta-eloszlást jellemző számok
Várható értéke
{\displaystyle \mathbf {E} (X)={\frac {\alpha }{\alpha +\beta }}}
Szórása
{\displaystyle \mathbf {D} (X)={\frac {1}{\alpha +\beta }}{\sqrt {\frac {\alpha \beta }{(\alpha +\beta +1)}}}}
Momentumai
{\displaystyle \mathbf {E} (X^{k})={\frac {\Gamma (\alpha +k)\Gamma (\alpha +\beta )}{\Gamma (\alpha )\Gamma (\alpha +\beta +k)}}}
Ferdesége
Lapultsága

## Béta-eloszlású valószínűségi változók néhány fontosabb tulajdonsága
- Az α és β paraméterek szerepének felcserélésével a sűrűségfüggvény az x = 1/2 egyenesre tükröződik.